# Acanthoctenus mammifer
Acanthoctenus mammifer là một loài nhện trong họ Ctenidae.
Loài này thuộc chi Acanthoctenus. Acanthoctenus mammifer được Cândido Firmino de Mello-Leitão miêu tả năm 1939.